# Marlene Mathews
Marlene Judith Mathews (Sídney, 14 de julio de 1934) fue una atleta australiana, especializada en las pruebas de 100 m y 200 m en las que llegó a ser subcampeona olímpica en 1956.

## Carrera deportiva
En los Juegos Olímpicos de Melbourne 1956 ganó la medalla de plata en los 100 metros, con un tiempo de 11.7 s, llegando a meta tras su paisana australiana Betty Cuthbert (oro con 11.5 segundos) y la alemana Christa Stubnick (bronce con 11.7 s).
También ganó el bronce en los 200 metros, con un tiempo de 23.8 segundos, de nuevo llegando a meta tras su paisana australiana Betty Cuthbert (oro con 23.4 segundos que igualaba el récord olímpico) y la alemana Christa Stubnick (bronce con 23.7 s).